# Zanokcica (choroba)

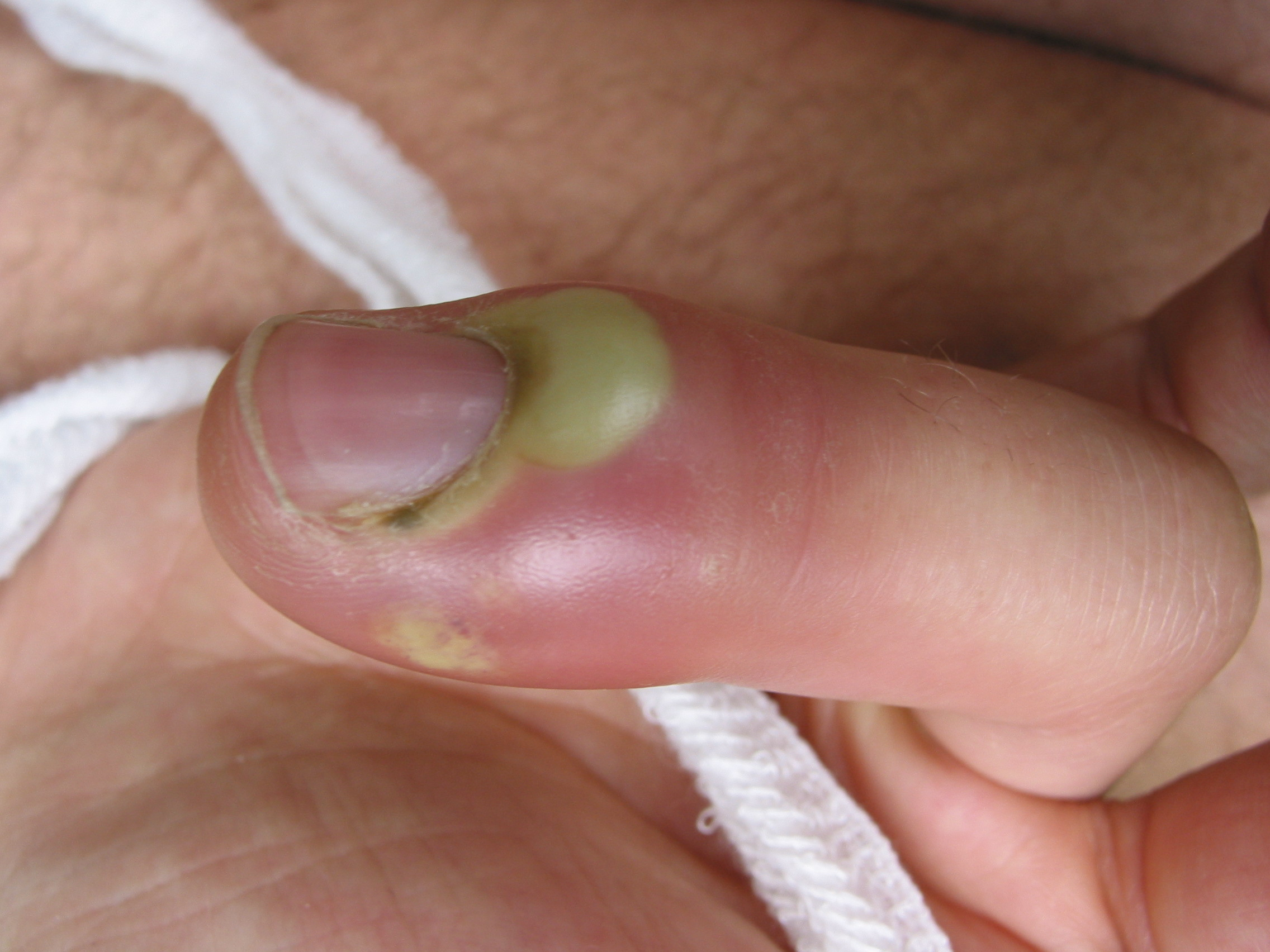
Zanokcica.

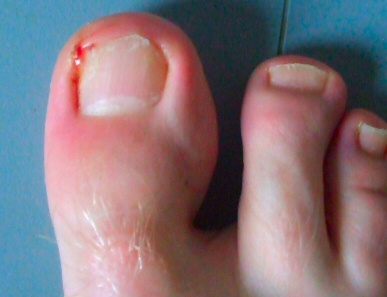
Zanokcica palucha.

Zanokcica (łac. paronychia) – rodzaj ropowicy, zapalenie ropne związane z zakażeniem wałów paznokciowych, wokół paznokci palców dłoni lub stóp.

## Przebieg kliniczny
Może przebiegać jako:
- postać ostra (najczęściej wywołana przez bakterie: Staphylococcus aureus (gronkowiec złocisty), paciorkowce lub Pseudomonas aeruginosa (pałeczka ropy błękitnej), u dzieci – różne bakterie beztlenowe z jamy ustnej wskutek ssania palca
- postać przewlekła – wieloczynnikowa reakcja zapalna pod wpływem różnych środków drażniących w wyniku których dochodzi do oddzielenia się wału paznokciowego od płytki paznokciowej, co zwiększa narażenie na zakażenie[1].

Niezależnie od przyczyny powoduje następujące objawy:
- pulsujący ból palca nasilający się po opuszczeniu kończyny,
- bolesny, czerwony obrzęk wału paznokciowego,
- wyciek treści ropnej pod wpływem ucisku z wału paznokciowego,
- czasem pod paznokciem jest widoczna ropa,
- zielonkawe zabarwienie paznokcia w przypadku zakażenia bakteriami z rodzaju Pseudomonas[potrzebny przypis],
- zwykle nie występują objawy ogólne (np. gorączka, dreszcze).

## Przyczyny choroby
- postać ostra:
  - urazy wału paznokciowego
  - obgryzanie paznokci
  - paznokieć wrastający w wał paznokciowy
  - wycinanie skórek wokół paznokcia
  - niewłaściwy sposób obcinania paznokci
  - korzystanie z zakażonych butów i skarpet
- postać przewlekła:
  - narażenie dłoni na chemikalia
  - narażenie na częste mycie (moczenie) rąk

## Leczenie
- postać ostra:
  - ciepłe okłady (woda z szarym mydłem)
  - postępowanie chirurgiczne:
    - nacięcie wału paznokciowego, a w przypadku wytworzenia ropnia podpaznokciowego drenaż ropnia
    - w przypadku wrastania paznokcia – częściowe (klinowe) lub całkowite usunięcie płytki paznokciowej

  - w przypadku zanokcicy przebiegającej z dużą ilością treści ropnej lub u osób z cukrzycą – stosowanie antybiotyków
  - unikanie zakażeń
- postać przewlekła:
  - unikanie moczenia rąk
  - leki przeciwgrzybicze miejscowo w postaci maści lub doustnie (np. ketokonazol, flukonazol)
  - antybiotyki doustne stosowane  nie krócej niż 14 dni najczęściej klindamycyna

## Powikłania
- ropnie podpaznokciowe,
- zmiany w płytce paznokciowej: zgrubienie, pofałdowanie, przebarwienie,
- w rzadkich przypadkach całkowite zniszczenie paznokcia.